# Escuadrón 8604
El Escuadrón 8604 o Escuadrón Nami fue una unidad médica secreta del Ejército Imperial Japonés que investigó armas biológicas y otros temas por medio de experimentos con seres humanos durante la segunda guerra sino-japonesa (1937-1945) y durante la Segunda Guerra Mundial.
Fundada en Guangzhou, Guangdong, cerca de Hong Kong, y con su base en la Universidad Médica de Zhongshan, el Escuadrón 8604 es considerado una subunidad del Escuadrón 731. Comandada por el general Sato Shunji, un médico, contaba con un equipo de 800 personas: 100 oficiales (muchos de ellos con antecedentes médicos o científicos), 200 investigadores médicos y científicos y 500 soldados y suboficiales.

## Experimentos
Este centro dirigió experimentos en seres humanos: desde privación de comida y agua hasta transmisión de tifus por medio del agua. Además, esta institución fungió como el principal criadero de ratas para proveer a las unidades médicas con los vectores de la peste bubónica para sus experimentos. The Japan Times informó el 4 de noviembre de 1994 sobre el testimonio de Shigeru Maruyama, un exmiembro del Escuadrón 8604, quien afirmó que un experimento consistió en matar de hambre a prisioneros para saber cuánto tiempo demorarían en morir de inanición.